# Amida
| Židé a judaismus |
| Židé • Judaismus • Kdo je Žid |
| Ortodoxní • Konzervativní (Masorti) Progresivní (Reformní - Liberální) • Ultraortodoxní Samaritáni • Falašové • Karaité                                                                                            |
| Etnické skupiny a jazyky |
| Aškenázové • Sefardové • Mizrachim Hebrejština • Jidiš • Ladino • Ge'ez • Buchori |
| Populace (vývoj) |
| Evropa • Amerika • Asie • Afrika • Austrálie |
| Náboženství |
| Bůh • Principy víry • Boží jména 613 micvot • Halacha • Noachidské zákony Mesiáš • Eschatologie |
| Židovské myšlení, filosofie a etika |
| Židovská filosofie Cdaka • Musar • Vyvolenost Chasidismus • Kabala • Haskala |
| Náboženské texty |
| Tóra • Tanach • Mišna • Talmud • Midraš Tosefta • Mišne Tora • Šulchan aruch Sidur • Machzor • Pijut • Zohar |
| Životní cyklus, tradice a zvyky |
| Obřízka • Pidjon ha-ben • Simchat bat • Bar micva Šiduch • Svatba • Ketuba • Rozvod (Get) • Pohřeb Kašrut • Židovský kalendář • Židovské svátky Talit • Tfilin • Cicit • Kipa Mezuza • Menora • Šofar • Sefer Tora |
| Významné postavy židovství |
| Abrahám • Izák • Jákob • Mojžíš Šalomoun • David • Elijáš • Áron Maimonides • Nachmanides • Raši Ba'al Šem Tov • Ga'on z Vilna • Maharal                                                                           |
| Náboženské budovy a instituce |
| Chrám • Synagoga • Ješiva • Bejt midraš Rabín • Chazan • Dajan • Ga'on Kohen (kněz) • Mašgiach • Gabaj • Šochet Mohel • Bejt din • Roš ješiva                                                                      |
| Židovská liturgie |
| Šema • Amida • Kadiš Minhag • Minjan • Nosach Šacharit • Mincha • Ma'ariv • Musaf |
| Dějiny Židů |
| starověk • středověk • novověk |
| Blízká témata |
| Antisemitismus • Gój • Holocaust • Izrael Filosemitismus • Sionismus Abrahámovská náboženství |
| z • d • e |

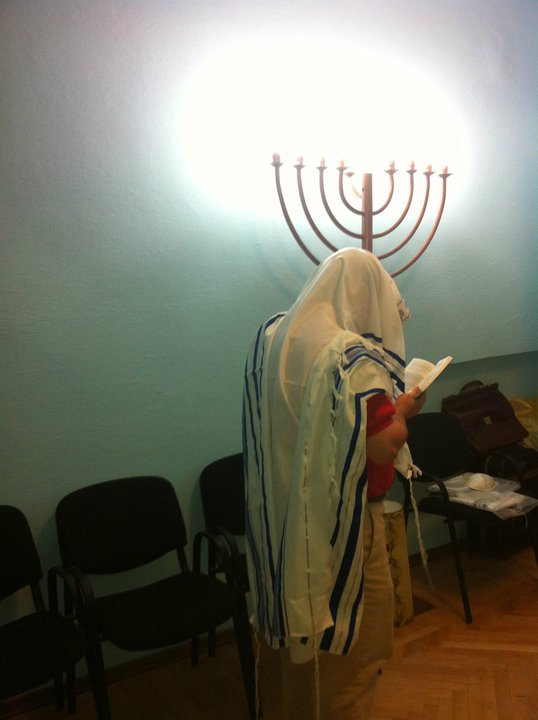
Modlící se osoba v synagoze

Amida (hebrejsky עמידה‎ „(po)stoj“) je židovská modlitba, známá též pod názvy שמונה עשרה‎, šmone esre (osmnáct, podle původního počtu požehnání), nebo též התפילה‎ ha-tfila (dosl. „ta modlitba“), eventuálně תפילת לחש‎ (tfilat lachaš, tichá modlitba).

## Nařízení ohledně recitace amidy
Amida se ve všední den recituje třikrát denně, při ranní, odpolední a večerní modlitbě. Na šabat, svátek a Roš chodeš se recituje čtyřikrát, když se ke třem základním modlitbám přidává modlitba musaf. Na Jom kipur se jako na jediný den v roce recituje celkem pětkrát, pátá recitace se přidává při závěrečné modlitbě ne'ila. Pokud je přítomen minjan (aspoň 10 mužů), opakuje chazan (kantor) při ranní a odpolední modlitbě, a také při musafu a ne'ile amidu nahlas (tzv. chazarat ha-šac, opakování chazanem).

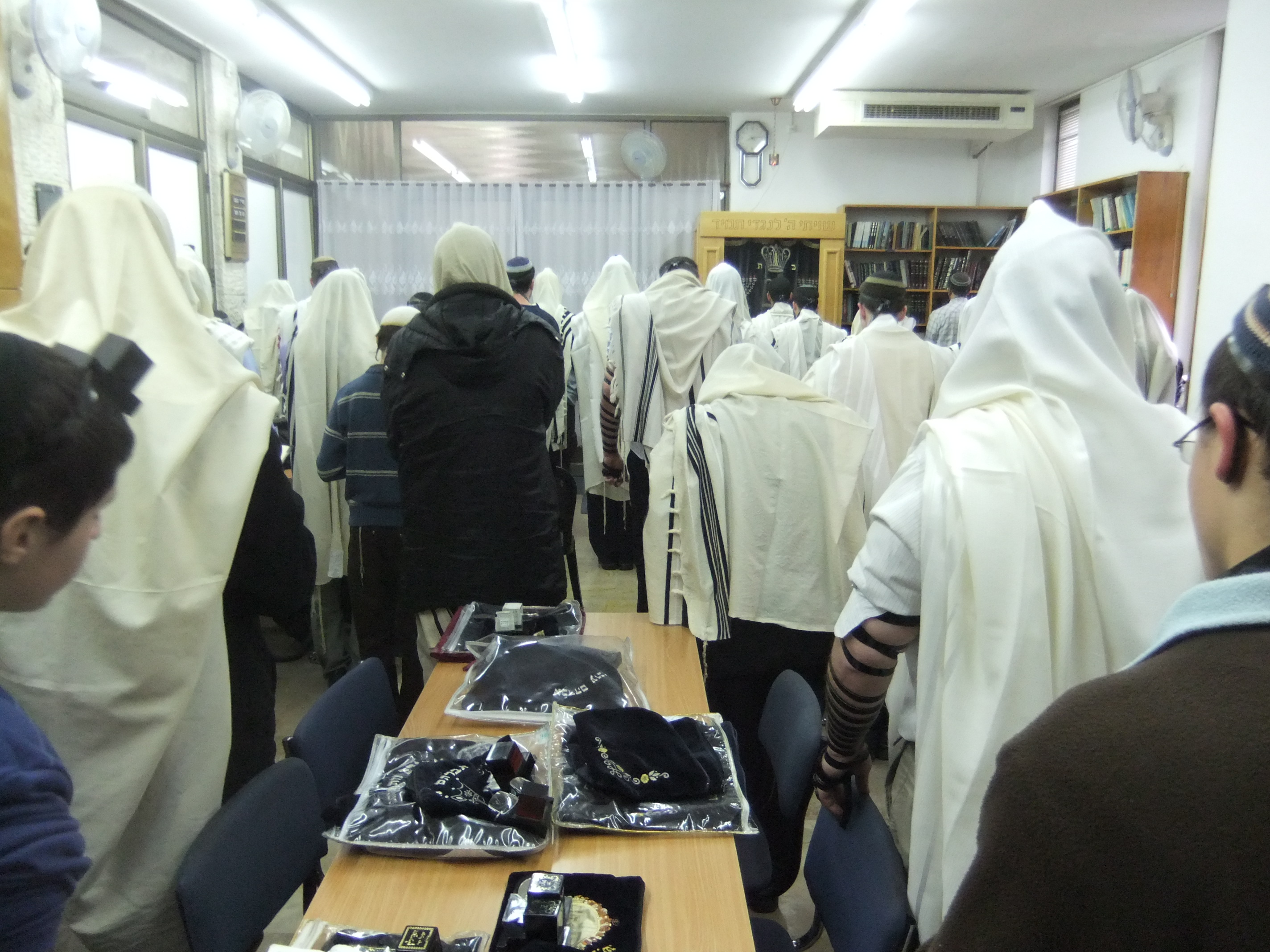
Společná amida v synagoze při ranní modlitbě ve všední den

Amida se recituje ve stoje, v naprostém tichu, tváří k Jeruzalému. Pokud ji člověk recituje v Jeruzalémě, stojí tváří k Chrámové hoře, a pokud by ji recitoval na Chrámové hoře, pak čelem k ústřední skále nebo ke Svatyni.
Původ amidy snad sahá až do dob Druhého chrámu – dle tradice byla složena již za dob Velkého shromáždění (Kneset ha-gdola) po návratu z babylónského zajetí, vědecké studie hovoří o době kolem přelomu letopočtu. Dle talmudu byli prvními „autory“ amidy Šamaj a Hilel, do podoby osmnácti požehnání pak byla amida složena rabanem Gamli'elem II. v Javne a podle traktátu Megila 18a amidu uzavřel později Šmu'el ha-Katan, když do ní přidal 19. požehnání. O těchto událostech a tradičních pojetích sice vědci vedou spory, neboť žádná z těchto událostí není doložitelná, nicméně i oni zastávají názor, že amida byla kolem r. 100 o. l. již všeobecně známa ve farizejských kruzích. Ke konečné redakci pravděpodobně došlo až během ga'onského období, kdy byl text amidy de facto „kanonizován“ (ačkoli je možné do něj zasahovat).

## Různé verze amidy
Amida pro všední den má 19 požehnání, která se dělí na tři skupiny:
- první tři požehnání – chvalořečení,
- prostředních třináct požehnání obsahuje prosby všedních dní,
- poslední tři děkovná požehnání se týkají obnovení chrámové služby, díkůvzdání, a pokoje.

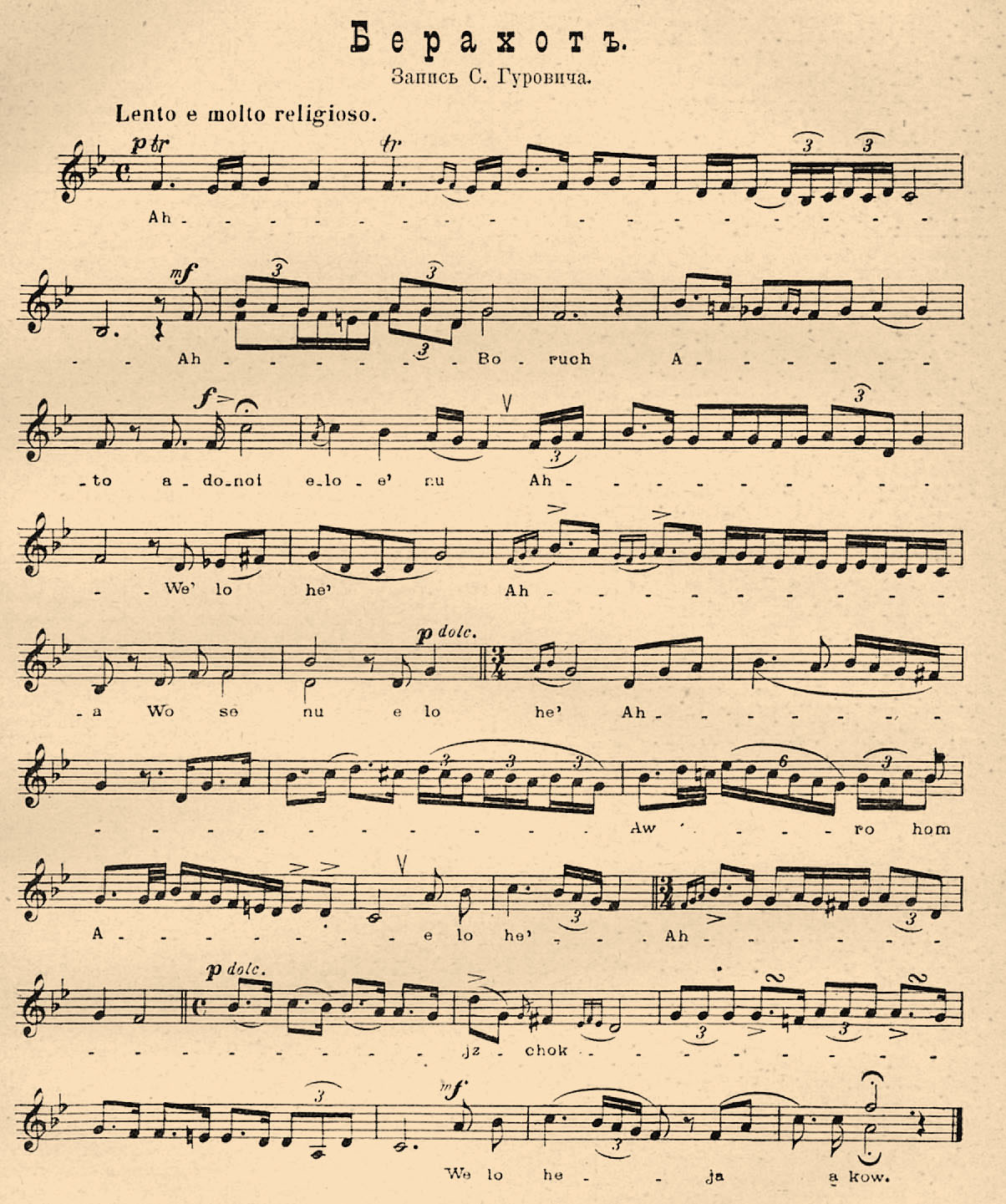
Notový zápis úvodního požehnání amidy pro Vysoké svátky

Na šabat a svátky je odlišná verze amidy, která má místo prostředních třinácti požehnání jedno jediné, které se týká svatosti dotyčného dne. Důvod vyškrtnutí prostředních třinácti požehnání je ten, že se zabývají všedními světskými starostmi, na které se nesluší myslet ve sváteční den. Zvláštní sedmé požehnání se většinou skládá z díků za odpočinek (v případě šabatu) nebo za události, které se vážou k dotyčnému svátku, a z pasáží z Tóry, které popisují oběti a rituály předepsané pro daný den.
Výjimečnou podobu má amida na musaf pro Roš ha-šana, kdy je požehnání týkající se dne rozšířeno na tři – malchujot (Boží království), zichronot (vzpomínky, Roš ha-šana je nazýván Dnem vzpomínání) a šofarot (podle troubení na šofar – beraní roh). Amida má tak celkem devět požehnání.

## Amida pro všední dny
- První požehnání, nazývané avot (otcové) velebí Boha jako mocného a silného, odkazuje na praotce Abraháma, Izáka a Jákoba, a končí požehnáním magen Avraham („štíte Abrahámův“). Dle tradice je toto požehnání připisováno Abrahámovi.
- Druhé požehnání velebí Boha za jeho mocné činy – gevurot (ata gibor le-olam adonaj …), za udržení běhu světa v chodu, za zaopatřování každého Božího tvora a především pak za závěrečné vzkříšení mrtvých. Během tohoto požehnání se říká i prosba za déšť (od Šmini aceret do Pesachu) nebo za rosu (od Pesachu do Šmini aceret). Požehnání nazvané gevurot (mocné činy) končí výrokem mechaje ha-metim („jenž oživuje mrtvé“). Toto požehnání je tradicí připisováno Izákovi, neboť i on poznal sílu Boha a byl „vzkříšen“, když byl místo něj obětován beran.
- Třetí požehnání se nazývá kedušat ha-Šem (svatost Boha / Božího Jména. Končí slovy ha-El ha-kadoš („Bože svatý“). Toto požehnání je připsáno Jákobovi. Během opakování amidy je toto požehnání rozšířeno o tzv. kedušu. Keduša (respektive její jádro) se skládá z biblických veršů Iz 6, 3 (Kral, ČEP) a Ez 3, 12 (Kral, ČEP). Ústředním mottem je verš: „Svatý, svatý, svatý je Hospodin zástupů, celá země je plná Jeho slávy.“
- Čtvrté požehnání se nazývá bina a je prosbou o porozumění a dar znalosti. Uzavírá se slovy chonen ha-da'at („jenž obdařuje poznáním“).
- Páté požehnání – tešuva – volá k pokání a k navrácení se ke slovům Tóry. Končí slovy ha-roce bi-tšuva („jenž má zalíbení v pokání“).
- Šesté požehnání, nazývané slicha, žádá odpouštění hříchu. Bývá zvykem, že se modlící při tomto požehnání dvakrát udeří pravou rukou na srdce. Požehnání končí slovy chanun ha-marbe lisloach („milostivý, jenž mnohé odpouští“).
- Sedmé požehnání je žádostí Boha o vykoupení (ge'ula). Končí slovy go'el Jisra'el („vykupitel Izraele“).
- Osmé požehnání je prosbou o uzdravení (refu'a) chorých těla i duše. Je uzavřeno slovy rofe cholej amo Jisra'el („jenž uzdravuje nemocné svého lidu Izraele“). Během tohoto požehnání je možné vložit osobní modlitbu za uzdravení konkrétního nemocného nebo nemocných.
- Deváté požehnání je nazváno birkat ha-šanim („Požehnání roků“) a je prosbou za dobrý rok, úrodu, hojnost a úspěch. Končí slovy mevarech ha-šanim („jenž žehná rokům“).
- Desáté je prosbou za shromáždění všech vyhnanců Izraele z diaspory zpět do Zaslíbené země (kibuc galujot), a je zakončeno slovy mekabec nidchej amo Jisra'el („jenž shromažďuje rozptýlené svého lidu Izraele“).
- Jedenácté požehnání nepřímo souvisí s tématem vykoupení, když žádá zjednání spravedlnosti a navrácení soudců, tedy obnovení židovské právní samostatnosti. Končí slovy melech ohev cedaka u-mišpat. („král, jenž miluje spravedlnost a právo.“)
- Dvanácté požehnání je jedno z nejspornějších požehnání amidy. Žádá Boha o zničení malšinim („pomlouvačů“ nebo „donašečů“, též „tlachalů“), nepřátel Izraele, kteří ho chtějí pošpinit a zničit. Původně se toto požehnání možná týkalo rozličných sekt, které v židovství vznikaly, později možná křesťanů. Od dob Talmudu je toto požehnání známo jako birkat ha-minim, přičemž slovo min značí totéž co sektář nebo heretik. Dle tradice je právě toto požehnání oním „devatenáctým“, které do amidy přidal Šmu'el ha-Katan, ačkoli vědci jsou jiného názoru.[zdroj?] Končí slovy šover ojvim u-machnia' zedim („jenž láme nepřátele a pokořuje svévolné“).
- Třinácté požehnání je naopak věnováno spravedlivým (cadikim), zbožným a moudrým, rovněž i proselytům (konvertitům k židovství). Je uzavřeno slovy mišan u-mivtach la-cadikim („jenž podporuje a důvěřuje ve spravedlivé“).
- Čtrnácté požehnání se opět dotýká vykoupení – tentokrát formou prosby za znovuvybudování Jeruzaléma a Chrámu. Je uzavřeno slovy bone Jerušalajim („jenž buduje Jeruzalém“). 9. avu se v tomto požehnání říká žalozpěv za zničení Chrámu.
- Patnácté požehnání je mesianistickou výzvou, jež žádá znovuustavení krále z rodu Davidova (malchut bejt David). Amida, která byla nalezena v káhirské genize, toto požehnání nemá. Vědci se domnívají, že právě toto požehnání, které končí slovy macmiach keren ješu'a („jenž dává vyrůst rohu spásy“) je devatenáctým, přidaným požehnáním.
- Šestnácté požehnání je obecnou prosbou za vyslyšení modlitby. Během postních dnů se zde vkládá pasáž nazvaná podle úvodních slov Anenu (vyslyš nás). Končí slovy šomea' tfila („jenž slyší modlitbu“).
- Sedmnácté požehnání je prosbou za znovuustavení chrámové obětní bohoslužby. Na Roš chodeš a Chol ha-mo'ed se zde vkládá odstavec nazvaný podle úvodních slov Ja'ale ve-javo (nechť vstane a přijde). Je uzavřen slovy ha-machazir Šchinato le-Cijon ("jenž navrací svou Přítomnost na Sijon”).
- Osmnácté požehnání vzdává Bohu díky za vše dobré i zlé. Dle tradice bude požehnání díkůvzdání jediným požehnáním, které z Amidy zůstane po příchodu Mesiáše, neboť neztratí svou platnost. Během opakování se říká odstavec nazvaný Modim de-rabanan. Na svátky Chanuka a Purim se do tohoto požehnání vkládá zvláštní odstavec, nazvaný podle úvodních slov al ha-nisim (za zázraky). Požehnání končí slovy ha-tov šimcha u-lecha na'e le-hodot („jehož Jméno je dobré a jemuž se sluší děkovat“).
- Devatenácté požehnání je prosbou za mír. Toto požehnání má dvě verze, obě se v dnešní Amidě dochovaly. Mezi osmnáctým a devatenáctým požehnáním se říká Birkat Kohanim (Kněžské požehnání) a požehnání je uzavřeno slovy ha-mevarech et amo Jisra'el ba-šalom („jenž žehná svému lidu Izraele mírem“).

Během tiché recitace je zvykem odříkat ještě po posledním požehnání krátkou meditaci, ve které žádáme Boha o zdar, o zmaření zlých činů vůči nám, o zmaření zlých myšlenek, které by mohly napadnout nás samotné.

## Havinenu
Kromě běžné amidy existuje i její zkrácená verze, nazvaná havinenu (dej nám porozumět), která slouží jako „amida pro případ nouze“. Havinenu obsahuje zkrácenou verzi 13 prostředních požehnání. Existuje několik verzí havinenu, většinou je její vznik datován do talmudického období. I dnes je součástí řady sidurů (modlitebních knih), i když se ve většině komunit a synagog neříká.

## Amida v reformní bohoslužbě
Zatímco v ortodoxní a většině konzervativních synagog amida zůstává nezměněna, v reformně-liberálních synagogách byl její obsah často pozměněn. Nejčastější změna, kterou přijímají i některé konzervativní synagogy, je přidání imahot (pramatek, tj. Sáry, Rebeky, Ráchel a Ley) do prvního požehnání. Dále je v některých synagogách zrušena pasáž mechaje metim a nahrazena „mechaje ha-kol“ (jenž oživuje vše). Dvanácté požehnání je zcela vyškrtnuto, stejně tak bývají vyškrtnuty všechny zmínky o znovuobnovení obětního chrámového kultu. Na přelomu 19. a 20. století byly především pod vlivem haskaly a jejích asimilačních tendencí vyškrtány nejen z amidy, ale i z celého siduru všechny zmínky o obnovení židovské suverenity a „návratu na Sion“.